# 2025年制裁俄羅斯法案
《2025年制裁俄羅斯法案》（英語：Sanctioning Russia Act of 2025）是第119屆美國國會正在審議的一項法案。該法案旨在對進口俄羅斯原油、天然氣、鈾和石油產品的國家實施廣泛的制裁措施，包括實施500%的進口關稅、金融交易、禁止購買俄羅斯的國家債券等新制裁，以回應俄羅斯持續入烏克蘭以及拒絕參與和平談判。
共和黨參議員林赛·格雷厄姆、民主黨參議員理查德·布魯門薩爾為主要立法者，該法案獲得兩黨大多數的支持，在參議院共取得了81名共同發起人，足以推翻總統的否決權。時任總統特朗普也在真實社交平台上轉發了華盛頓郵報的一篇文章，表達了對該法案的一些支持。 路透社稱，這項針對俄羅斯的製裁草案，是美國國會中罕見的兩黨合作例子。